# پنج‌شنبه سیاه (۲۰۲۰)
پنج‌شنبه سیاه (به انگلیسی: Black Thursday) یک رویداد سقوط بازار سهام است که در ۱۲ مارس ۲۰۲۰ آغاز شده و همچنان ادامه دارد. این رویداد به دنبال دوشنبهٔ سیاه که سه روز قبل از آن در جریان بود، رخ داد. پنج‌شنبهٔ سیاه به علت همه‌گیری جهانی کروناویروس و نگرانی سرمایه‌گذاران به دنبال ایجاد ممنوعیت‌های مسافرتی برای مسافرانی از مبدأ منطقه شنگن توسط رئیس‌جمهور ایالات متحده، دونالد ترامپ، ایجاد شد. این بدترین سقوط بورس در یک روز بعد از دوشنبه سیاه سال ۱۹۸۷ بوده است.